# トンマーゾ・ベルニ
トンマーゾ・ベルニ（イタリア語: Tommaso Berni、1983年3月6日 - ）は、イタリア・トスカーナ州フィレンツェ出身の元サッカー選手。ポジションはGK。

## 経歴

### クラブ
インテルのプリマヴェーラ出身だが、トップチームでの出場は無かった。2001年にイングランドのウィンブルドンFCに移籍したがここでも出場機会は訪れず、初の海外挑戦は散々な出来に終わった。
2003年7月2日、セリエB所属のテルナーナ・カルチョに移籍。3年間でリーグ戦82試合に出場し、確かな地位を築き上げた。
2006年7月10日、SSラツィオにレンタル移籍。しかし、1シーズン目はアンジェロ・ペルッツィとマルコ・バロッタに次ぐ第3GKに甘んじてわずか2試合の出場にとどまり、2007年1月19日に完全移籍に移行した後もフェルナンド・ムスレラとフアン・パブロ・カリーソが相次いで加入したため出場機会は皆無であり、2009年1月24日にサレルニターナへのローン移籍が発表された。サレルニターナでは16試合に出場し7月1日にラツィオに復帰したが、同時にアルバノ・ビサーリも加入したため序列は変わらず出場機会は年間2~3試合程度だった。
退団したムスレラの後釜としてフェデリコ・マルケッティが加入したため、2011年6月29日にフリートランスファーでポルトガルのSCブラガへ移籍。自身2度目となる国外挑戦となったが、キムの控えにとどまりまたしても挑戦は失敗に終わった。
2012年8月24日、セリエAに復帰したUCサンプドリアへ移籍しセルヒオ・ロメロの控えを務めた。2013年には、トリノFCへ移籍。
2014年7月2日、ルカ・カステラッツィと入れ替わる形でユース時代を過ごしたインテル・ミラノへ14季ぶりに復帰した。インテルでは第3GKとして過ごすことが多く、2019-20シーズンは、2020年1月26日のカリアリ・カルチョ戦でラウタロ・マルティネスが退場したことに抗議し、退場処分を受け、2試合のベンチ入り禁止処分を受けた。同年6月28日のパルマ・カルチョ1913戦でも主審の判定に納得せず暴言を吐き退場処分を受けた。このシーズンは出場機会はゼロながら2度の退場処分を受け、8月31日に契約満了により退団。

### 代表
各年代でのイタリア代表の出場歴がある。